# Michery
Michery é uma comuna francesa na região administrativa de Borgonha-Franco-Condado, no departamento de Yonne. Estende-se por uma área de 17,1 km². Em 2010 a comuna tinha 1 084 habitantes (densidade: 63,4 hab./km²).